# Гигант (предприятие)
«Гигант» (с 1972 года — Воскресенский цементный завод) — советское и российское предприятие по производству цемента, расположенное в Воскресенске. Одна из знаковых ударных строек Первой пятилетки. Снабжал цементом стройки Москвы, в том числе метрополитен и канал Москва-Волга.
Микрорайон Воскресенска, где расположен завод, находится в 10 км от центра города и назван «Цемгигант» в честь завода. Также в честь завода названа платформа «Цемгигант» Рязанского направления Московско-Казанской железной дороги.

## История

### Советские годы
История цементного завода «Гигант» начинается в 1930 году, когда по плану ВСНХ государству понадобилось увеличение производства бетона для ускоренного строительства заводов и фабрик. Название «Гигант» завод получил благодаря планам создания самого крупного цементного завода страны. По состоянию на 1930 год лидерство в отрасли держал завод «Пролетарий» из Новороссийска с объёмом производства 260 тысяч тонн цемента в год. По государственному плану «Гигант» должен был превысить показатели «Пролетария» в два раза и выйти на производительность в 540—560 тысяч тонн цемента в год. В 1931 году началось строительство завода.
Строительство шло стремительными темпами, но голод 1932—1933 годов привёл к консервации стройки. Строительные работы возобновили в 1935 году, всего за год завод был достроен и введён в эксплуатацию. По данным 1936 года, завод производил 492 тысячи тонн цемента, что делало его лидером по производству цемента в СССР. В эксплуатации у завода были станки датской фирмы «Смидт», а вспомогательное оборудование было отечественным. В 1937 году на завод было установлено ещё 3 печи. Хоть печей стало больше из-за уменьшения спроса на товар, уменьшил своё производства в 1940 году до 355 тысяч тонн цемента, но всё же оставаясь самым большим заводом.
В годы Великой Отечественной войны завод снизил темпы производства, большая часть рабочих ушла на фронт. Хоть СССР очень сильно пострадал из-за бомбёжек, корпуса предприятия (как и сооружения Воскресенского химического комбината) во время войны не бомбили, возможно, по причине планов Вермахта использовать эти предприятия в дальнейшем. После войны пошёл быстрый рост из-за повышения спроса на строй материалы; в эти годы завод был оснащён вращающимися цементно-обжиговыми печами диаметром 3,6 и 3,3 м, длиной 108 м, цементными мельницами соответственно (2,2×12 м) и другим высокопроизводительным оборудованием.
Предприятие два раза реконструировалось — в 1950 и 1958 году. Также были введены 4 вращающиеся печи и построены 2 сырьевые мельницы (2,2×13 м), 2 цементные мельницы (2,2×12 м). В 1957—1959 годах были введены в эксплуатацию 2 вращающиеся печи (3,6×150 м).
В 1966 году завод был награждён за трудовые заслуги и высокую эффективность орденом трудового красного знамени.
В 1969 году провели процесс по автоматизации заводского производства бетона. В этом же году был построен завод известняковой муки. Которая приносила 450 тысяч тонн известняковой муки в год. Строителем которого был Афанасьевский рудник.
В 1972 году произошло слияние предприятий «Гигант», «Воскресенский цементный завод», Афанасьевский карьер и Автобазы технологического транспорта в единое предприятие «Воскресенскцемент» под руководством Н. И. Макарова. В 1972—1988 года завод развивался и проводил переоборудования. В 1990-х годах предприятие находилось в кризисе, и тогда предприятие было выставлено на продажу.

### После распада СССР
В 1996 году французская фирма Lafarge приобрела «Воскресенскцемент», включая завод «Гигант», «Воскресенский цементный завод», Афанасьевский карьер и автобазу технологического транспорта. 
В 1998 году Lafarge присоединила к «Воскресенскцементу» производителя черепицы BRAAS.
В 2001 предприятие произвело 1,3 млн тонн цемента, но не окупало производство и находилось в стагнации. В 2014 году по предприятию ударили санкции.
В 2016 собственники решили законсервировать завод, производство цемента прекратилось.
В 2022 году компания Holcim, которой принадлежит Lafarge, заявила об уходе из России и ушла с рынка. 28 июня 2023 года, компания «Цементум», открыла завод «Гигант», модернизировав немногое оборудование, и начала заново производить цемент по старому неэффективному мокрому способу

## Проекты
Так как «Гигант» был самым большим предприятием по производству цемента в СССР. Оно участвовало в многих стройках.
Канал Москва-Волга

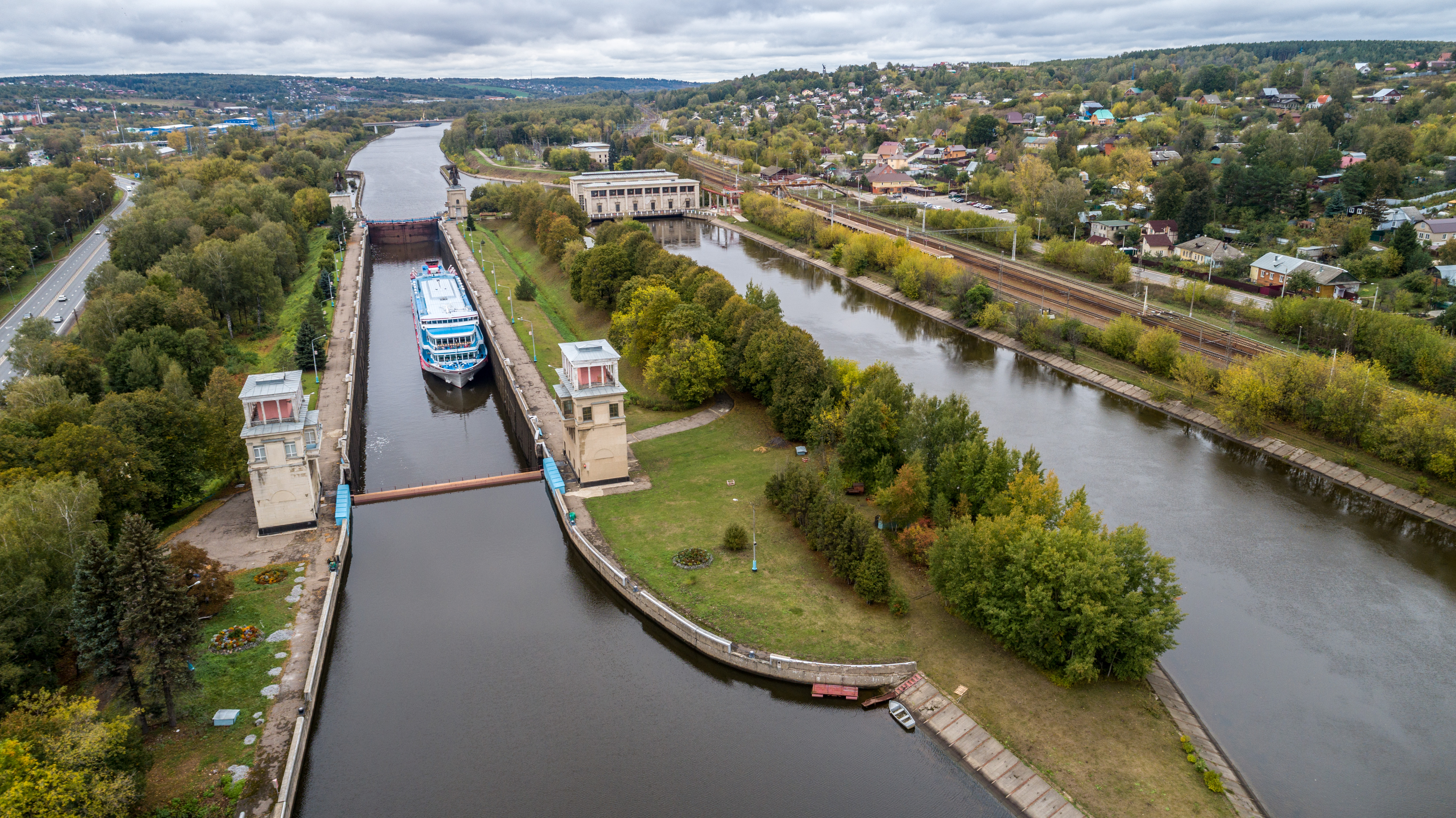
Канал имени Москвы

Канал, соединяющий реку Москву и Волгу, был построен в 1937 году. Его длина составила 128 км, а ширина — 30 м. Для этого проекта требовалось огромное количество бетона, который делали из цемента «Гиганта».
Застройка Москвы
Московский метрополитен для строительства своих туннелей зачастую использовали цемент из «Гиганта». Также цемент «Гиганта» шёл на застройку Москвы и постройку Сталинских высоток.
Застройка Воскресенска
Воскресенск строился на бетоне этого завода. Для обслуживания этого завода создавался самый южный район Воскресенска — "Цемгигант", где сейчас насчитывается около 12 тыс. жителей.